# Ямполь (Хмельницкая область)
Я́мполь (укр. Ямпіль, бывш. Янушполь) — посёлок в Шепетовском районе Хмельницкой области Украины.

## Географическое положение
Находится на реке Горынь (приток Припяти).

## История
Основан в 1535 году, в 1569 году получил Магдебургское право.
После второго раздела Речи Посполитой в 1793 году вошёл в состав Российской империи. В 1900 году Ямполь являлся местечком Кременецкого уезда Волынской губернии, здесь насчитывалось 344 дома и 2565 жителей, действовали деревянная церковь (1878 года постройки), церковно-приходская школа и почтово-телеграфная станция.
В 1905 году здесь было 2566 жителей, действовали пивоваренный завод, два мыловаренных завода, торговые лавки, две православные церкви, католический костёл с каплицей и синагога, ежегодно проходили 4 ярмарки.
22 сентября 1937 года из территории Винницкой области была выделена Каменец-Подольская область.
Статус пгт с 1938 года.
В ходе Великой Отечественной войны Ямполь 2 июля 1941 года был оккупирован наступавшими немецкими войсками,
3 марта 1944 года он был освобождён советскими войсками 1-го Украинского фронта в ходе частных боевых действий при подготовке Проскуровско-Черновицкой операции:
- 60-й армии в составе: части войск 8-й сд (генерал-майор Смирнов, Андрей Семёнович) 23-го ск (генерал-майор Чуваков, Никита Емельянович).
- В освобождении города участвовал партизанский отряд им. В.И.Ленина (Вощило, Николай Ильич) Каменец-Подольского партизанского соединения.

Войскам, прорвавшим оборону противника и освободившим пгт Ямполь и другие города, приказом Ставки ВГК от 5 марта 1944 года объявлена благодарность и в Москве дан салют 20-ю артиллерийскими залпами из 224 орудий.
Приказом Ставки ВГК от 19.03. 1944 года № 060 в ознаменование одержанной победы соединения и части, отличившиеся в боях за освобождение города Ямполь, получили наименование «Ямпольских»:,
- 8-я стрелковая дивизия (генерал-майор Смирнов, Андрей Семёнович)
- 3-я гвардейская мотострелковая бригада (полковник Леонов, Михаил Павлович)
- 240-й отдельный гвардейский миномётный дивизион (капитан Максимов, Александр Александрович)
- 317-й армейский инженерный батальон (майор Дегтерев, Иван Кузьмич)
- 525-й штурмовой авиационный полк (подполковник Ефремов, Михаил Иванович).[8]

В 1978 году здесь действовали авторемонтный завод и мельница.
В январе 1989 года численность населения составляла 2221 человек, крупнейшим предприятием в это время был авторемонтный завод.
В мае 1995 года Кабинет министров Украины утвердил решение о приватизации находившихся здесь авторемонтного завода, ПМК-182.
По состоянию на 1 января 2013 года численность населения составляла 1980 человек.

## Транспорт
Посёлок находится в 2 км от железнодорожной станции Лепесовка на линии Шепетовка-Подольская—Тернополь Юго-Западной железной дороги.